# Paralacydes borneensis
Paralacydes borneensis är en fjärilsart som beskrevs av Jean Baptiste Boisduval. Paralacydes borneensis ingår i släktet Paralacydes och familjen björnspinnare. Inga underarter finns listade i Catalogue of Life.